# Marco 13

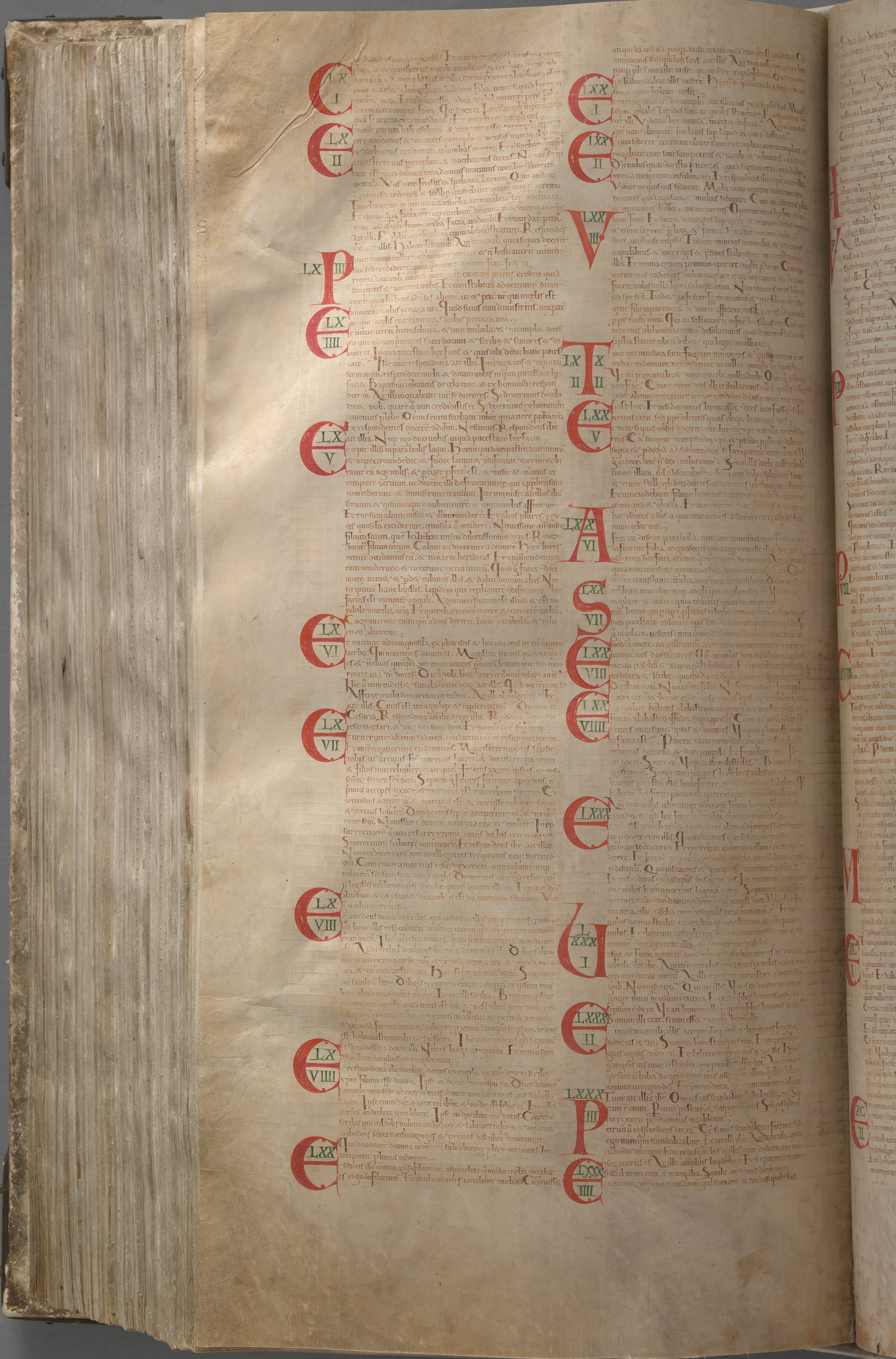
Marco 11,10–14,32 nel Codex Gigas (XIII secolo)

Marco 13 è il tredicesimo capitolo del vangelo secondo Marco nel Nuovo Testamento. Il capitolo contiene la predizione di Gesù della distruzione del tempio di Gerusalemme ed il disastro nella Giudea, oltre al suo discorso escatologico.

## Testo
Il testo originale venne scritto in greco antico. Questo capitolo è diviso in 37 versetti.

### Testimonianze scritte
Tra le principali testimonianze documentali di questo capitolo vi sono:
- Codex Vaticanus (325-350)
- Codex Sinaiticus (330-360)
- Codex Bezae (~400)
- Codex Alexandrinus (400-440)
- Codex Ephraemi Rescriptus (~450; versetti 20-37)

## La distruzione del tempio

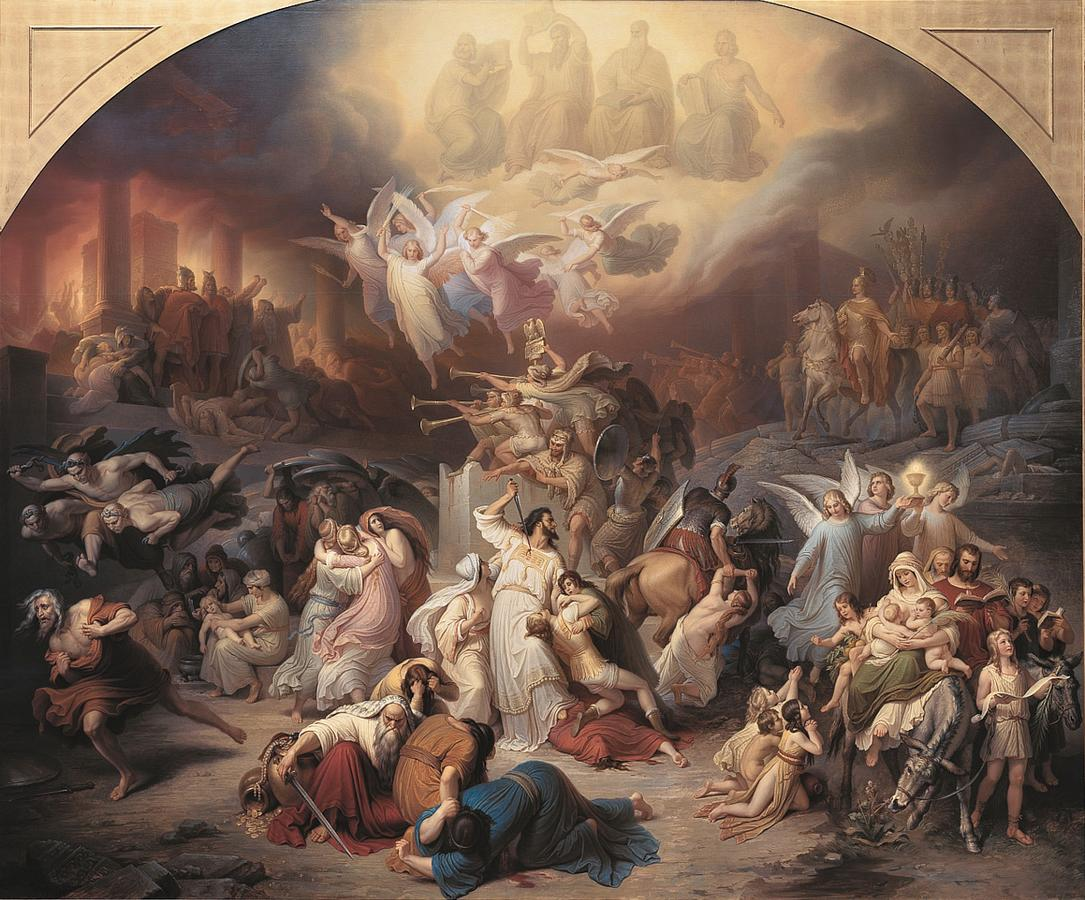
Tito distrugge Gerusalemme, dipinto di Wilhelm von Kaulbach

Dopo i suoi insegnamenti nel capitolo precedente, tutti svoltisi nei cortili del tempio, Gesù conclude il suo discorso e abbandona il tempio. Sulla via per uscire dal tempio uno dei suoi discepoli fa notare quanto sia grande il tempio (è questo il tempio di Erode). La struttura raggiungeva gli oltre 45 metri di altezza ed era adorna di oro, argento e oggetti preziosi. In Marco, la grandezza del tempio viene enfatizzata rispetto alla realtà.
"Vedi (tutte) queste strutture?" replica Gesù. La parola "tutte" viene aggiunta nella vulgata latina (omnes), come del resto nella versione etiope ed in quella internazionale. Gesù, pur riconoscendo la grandezza del tempio, predice che "Non rimarrà qui pietra su pietra, che non sia distrutta". Questo è l'ultimo riferimento che Gesù fa al tempio di Gerusalemme nel vangelo di Marco. Gesù sembra così anticipare la distruzione del tempio anche se non dice quando né come.
Gesù si porta quindi verso il monte degli Ulivi. Marco riporta che Pietro, Giacomo, Giovanni e Andrea chiesero in disparte a Gesù mentre lui sedeva sul monte proprio davanti al tempio, "Dicci, quando accadrà questo, e quale sarà il segno che tutte queste cose staranno per compiersi?":

### Versetti 5–8
Guardate che nessuno v'inganni! Molti verranno in mio nome, dicendo: "Sono io", e inganneranno molti. E quando sentirete parlare di guerre, non allarmatevi; bisogna infatti che ciò avvenga, ma non sarà ancora la fine. Si leverà infatti nazione contro nazione e regno contro regno; vi saranno terremoti sulla terra e vi saranno carestie. Questo sarà il principio dei dolori. (Marco 13,5-8)
Il "principio dei dolori" è la traduzione tradizionale utilizzata ad esempio nella Bibbia di Ginevra. Il significato letterale è "l'inizio del travaglio". Era credenza generale infatti che se il Messia fosse giunto a Gerusalemme, la vittoria messianica finale ed il regno di Dio sarebbero stati vicini. Gesù, ad ogni modo, parla di altre cose prima del trionfo finale.

### Versetti 9-13
Gesù quindi predice ai discepoli che saranno percossi nelle sinagoghe, da governanti e re; ma essi non devono temere perché Dio parlerà attraverso di loro e che il messaggio di Gesù sarà dato a ogni nazione. Le famiglie saranno divise e che "Voi sarete odiati da tutti a causa del mio nome, ma chi avrà perseverato sino alla fine sarà salvato."
Questi stessi riferimenti si trovano in Matteo 10,17 e Atti 22,19.

### Versetti 14–23
Gesù quindi predice degli eventi disastrosi in Giudea:
"Quando vedrete l'abominio della desolazione stare là dove non conviene, chi legge capisca, allora quelli che si trovano nella Giudea fuggano ai monti; chi si trova sulla terrazza non scenda per entrare a prender qualcosa nella sua casa; chi è nel campo non torni indietro a prendersi il mantello. Guai alle donne incinte e a quelle che allatteranno in quei giorni! Pregate che ciò non accada d'inverno; perché quei giorni saranno una tribolazione, quale non è mai stata dall'inizio della creazione, fatta da Dio, fino al presente, né mai vi sarà. Se il Signore non abbreviasse quei giorni, nessun uomo si salverebbe. Ma a motivo degli eletti che si è scelto ha abbreviato quei giorni. Allora, dunque, se qualcuno vi dirà: "Ecco, il Cristo è qui, ecco è là", non ci credete; perché sorgeranno falsi cristi e falsi profeti e faranno segni e portenti per ingannare, se fosse possibile, anche gli eletti. Voi però state attenti! Io vi ho predetto tutto. (Marco 13,14-23)
Gli avvertimenti circa i falsi Cristi sono stati visti come alcuni studiosi come gli avvertimenti per la venuta di mistificatori del Messia, persone che dopo la sua morte pretenderanno di essere la reincarnazione di Gesù. Atti degli Apostoli 5,36-37 contiene una descrizione data da Gamaliele di Teuda e Giuda il Galileo, entrambi menzionati da Giuseppe Flavio, i quali si dissero capi di un nuovo movimento cristiano.
Marco inserisce un proprio commento per il lettore circa l'"abominio della desolazione", suggerendo che la frase sia stata detta come una sorta di codice tra lui e il suo pubblico. E' una citazione del libro di Daniele, 9,27, come parte della profezia rivelata a Daniele dall'arcangelo Gabriele durante la cattività babilonese sulla Gerusalemme futura. Un "unto" verrà, e verrà "tagliato fuori", e altre persone verranno a distruggere Gerusalemme ed a portare abominio nel suo tempio. Daniele 11,31 parla di ciò nel contesto di una grande battaglia di re, e Daniele 12,11 utilizza parte della visione della fine dei tempi da parte di Daniele. Molti studiosi moderni, che credono il libro di Daniele sia stato pseudepigraficamente scritto nel II secolo a.C., credono che questi riferimenti siano da ricondurre al santuario di Zeus fatto costruire da Antioco IV Epifane come altare pagano nel 168 a.C.
Cosa esattamente dovesse significare tale passo per i primi cristiani lettori di Marco non è dato a sapere, anche se alcuni vi vedono ovviamente la distruzione del tempio ad opera di Tito, mentre altri vi vedono il tentativo di Caligola di far erigere una sua statua al centro del tempio di Gerusalemme. Altri hanno visto l'abominio come l'Anticristo. Non è chiaro se esso faccia riferimento alla distruzione del tempio di Gerusalemme ad opera dei Romani, ma molti cristiani dopo l'evento identificarono questo passo come certo. Più recentemente è stato suggerito che Marco facesse riferimento alla crocifissione come all'abominio.
Secondo Marco, Gesù fece questa previsione anni prima della distruzione del tempio nel 70 d.C. Atti 6,14 riporta che santo Stefano, il primo martire cristiano, venne falsamente accusato di aver proclamato che Gesù avrebbe distrutto Israele e la legge mosaica prima della sua lapidazione, evento al quale secondo gli Atti, san Paolo avrebbe assistito. Le predizioni sulla distruzione di Gerusalemme si trovano anche in Michea 3,12. Gli studiosi che ritengono che il riferimento sia quello della distruzione romana del tempio di Gerusalemme, prendono questo passo di Gesù come una vera e propria profezia sul futuro, utilizzando questo dato per datare il vangelo di Marco alcuni anni dopo il 70.
In Marco 15,29 Gesù verrà deriso per aver preteso di distruggere il tempio di Gerusalemme e ricostruirlo in tre giorni, frase che Marco non riporta nella sua narrazione. Questa interpretazione ha fatto pensare che in realtà la distruzione del tempio sia la morte fisica di Gesù, mentre il corpo di Dio risorgerà dopo tre giorni.

## Discorso olivetano

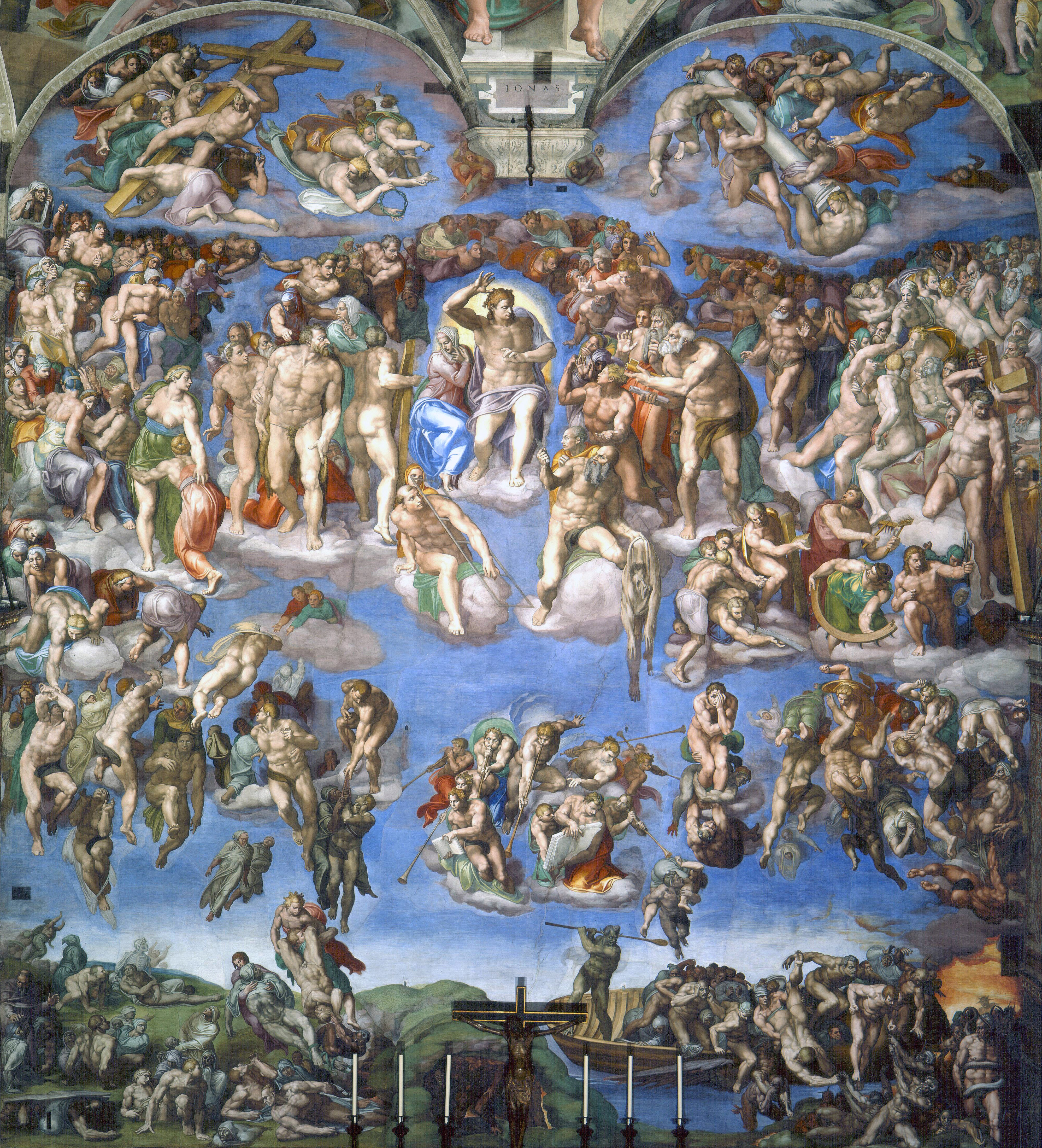
Il giudizio universale di Michelangelo Buonarroti

Dopo la distruzione del tempio e gli eventi in Giudea, Gesù sembra predire la fine del mondo e il suo grande trionfo:
In quei giorni, dopo quella tribolazione, il sole si oscurerà e la luna non darà più il suo splendore e gli astri si metteranno a cadere dal cielo e le potenze che sono nei cieli saranno sconvolte. Allora vedranno il Figlio dell'uomo venire sulle nubi con grande potenza e gloria. Ed egli manderà gli angeli e riunirà i suoi eletti dai quattro venti, dall'estremità della terra fino all'estremità del cielo. Dal fico imparate questa parabola: quando già il suo ramo si fa tenero e mette le foglie, voi sapete che l'estate è vicina; così anche voi, quando vedrete accadere queste cose, sappiate che egli è vicino, alle porte. In verità vi dico: non passerà questa generazione prima che tutte queste cose siano avvenute. Il cielo e la terra passeranno, ma le mie parole non passeranno. (Marco 13,24-31)
Egli dice dunque che nessuno eccetto il "Padre", Dio, sa quando questo accadrà, e che nemmeno il "Figlio", Gesù stesso, ne è a conoscenza. Egli quindi utilizza la parabola del servo fedele per descrivere i suoi seguaci e i suoi servitori che dovranno difendere la sua casa sino al suo ritorno.
Gesù quindi conclude con la parabola del parabola del fico che germoglia. La pianta di fico, che Gesù aveva maledetto in Marco 11,14 per non aver dato frutti, è ora utilizzata come metafora. Ciò che è maledetto ora, in estate porterà i suoi frutti, segno che i piani di Dio saranno compiuti a tempo debito.
Diverse sono le interpretazioni delle due parabole. Secondo un'interpretazione seguiranno terribili eventi in Giudea e in un tempo non specificato Gesù tornerà presso i suoi "eletti", il termine che i primi cristiani erano soliti riferire per descriversi. La frase "questa generazione" vedrà queste cose ha posto il problema di quanto sia letterale la predizione sulla fine del mondo fatta da Gesù, ed ha dato vita periodicamente nella storia sino ai giorni nostri a leggende sulla fine dei tempi. La parola "generazione" in greco antico, ad ogni modo, significa anche "razza" e pertanto può riferirsi al popolo ebraico, oppure al popolo in generale. Altri pensano che Gesù abbia utilizzato un linguaggio apocalittico del suo tempo con intento simbolico, come del resto avevano fatto molti profeti ebraici, per evidenziare il fatto che i cristiani avrebbero sofferto e la distruzione di Gerusalemme, che sembra coincidere con la fine del mondo, sarà necessaria per permettere a Gesù di ottenere la vittoria finale del bene sul male.
Molti hanno interpretato questo passo come la predizione di Gesù della fine del mondo nella sua seconda venuta. La frase di Gesù fa riferimento al sole e alla luna ed è un chiaro riferimento all'apocalisse, con una citazione di Isaia 13,10 dove il profeta utilizza gli elementi metaforicamente come parte della sua profezia sulla caduta di Babilonia. Le stelle che cadono dal cielo sono per Isaia 34,4 il giudizio di Dio su tutte le nazioni del mondo. Ad ogni modo sembra esservi una connotazione politica in tutto questo. Utilizzando insieme queste citazioni, Gesù sembra comparare la dominazione romana su Israele alla cattività babilonese avvenuta sei secoli prima. La venuta del regno di Dio rimpiazzerà quindi secondo questa interpretazione il governo dei Romani col governo di Dio come nel caso degli ebrei liberati da Babilonia. Come la cattività babilonese si concluse col ritorno a Gerusalemme, così la fine del governo dei Romani sarà preceduta dalla distruzione di Gerusalemme per un nuovo regno di Dio. Era credenza generale presso gli ebrei che il Messia avrebbe regnato da Gerusalemme e molti cristiani credevano che nella sua seconda venuta Gesù avrebbe regnato sul mondo intero da Gerusalemme. La chiesa cattolica, del resto, si è sempre vista come parte del regno di Dio sulla terra e alcuni hanno visto in questa previsione la venuta della chiesa.
Il Figlio dell'Uomo verrà tra nubi anche secondo Daniele 7,13. Questo viene derivato da un sogno profetico fatto da Daniele sul regno che "divorerà" il mondo intero e di come verrà rimpiazzato col "regno senza fine" del Figlio dell'Uomo. "L'eletto" sarà "diffuso" in ogni parte del mondo e "sino nei Cieli", riprende Zaccaria 2,10, dove Dio verrà e vivrà tra i suoi eletti.
L'idea dell'imminente ritorno di Gesù è un tema escatologico importante che ha caratterizzato da sempre il pensiero cristiano nei secoli. In ogni generazione, inclusa la nostra, vi sono sempre state persone che hanno predetto la fine del mondo imminente e la venuta del regno di Dio. Agostino riflettendo su questo passaggio riports come tutti dobbiamo essere pronti al nostro ultimo giorno, e quello della nostra morte.
...quando ci dice di prestare attenzione all'ultimo giorno, ognuno di noi penserebbe al proprio ultimo giorno... Non concentriamoci però solo sull'ultimo giorno, quando sarà, ma guardiamo alle nostre vite spese bene, affinché non arriviamo impreparati a quell'ultimo giorno...
Una descrizione della fine dei tempi si trova nell'Apocalisse, che viene descritta dallo stesso autore come una visione di Gesù. Anche qui vi sono predizioni di eventi spaventosi (1,3) affiancati come sempre al tema del compiersi del progetto di Dio in un periodo indefinito (v. 20). Un racconto simile si trova anche in Matteo 24, dove la descrizione della venuta del Figlio dell'Uomo è ancora più approfondita. Luca 21 riporta specificatamente che armate circonderanno Gerusalemme prima della sua desolazione finale.
La parte finale di questo capitolo di Marco mostra come Gesù sia a tutti gli effetti il Messia profetizzato dagli ebrei ma non nel modo in cui il popolo si aspettava che egli si presentasse. Era credenza general che la venuta del Messia avrebbe inaugurato la vittoria finale del bene sul male, ed avrebbe rappresentato la fine di tutte le sofferenze collegate al male stesso. Gesù entra a Gerusalemme in Marco 11 come il Messia porterà il regno di Dio sulla terra. Egli, tra maledizioni e condanne, sconfigge in poche parole i sacerdoti e quanti mettono in discussione la sua autorità. Quest'ultima parte mostra anche la necessità per Gesù di soffrire la sua Passione affinché si compia il disegno di Dio che consiste nella sua morte e risurrezione per la salvezza del genere umano.